# PGC 3088964
LEDA/PGC 3088964 ist eine Spiralgalaxie vom Hubble-Typ Sc im Sternbild Andromeda am Nordsternhimmel. Sie ist rund 905 Millionen Lichtjahre von der Milchstraße entfernt. Im selben Himmelsareal befinden sich u. a. die Galaxien NGC 287, NGC 262, NGC 266.